# Step into Christmas
Step into Christmas är en julsång skriven och framförd av britten Elton John, text av Bernie Taupin, 1973. Den släpptes som en singel samma år. 

### Fotnoter
1. ↑  Billboard 1 Dec 1973 Billboard